# 아란의 사람들
《아란의 사람들》(영어: Man of Aran)은 영국에서 제작된 로버트 플라어티 감독의 1934년 다큐멘터리 영화이다.

## 출연
- 콜먼 킹 - 아란의 남자
- 매기 니레인 - 아란의 남자의 아내
- 마이클 딜레인 - 아란의 남자의 아들
- 팻 멀린 - 상어잡이
- 패치 로드 - 상어잡이
- 패친 파허티 - 상어잡이
- 토니 오버크 - 상어잡이

## 한국판 성우진(KBS)
- 설영범 - 아란의 남자(콜먼 킹)
- 박신영 - 아란의 남자의 아내(매기 니레인)
- 김순원 - 아란의 남자의 아들(마이클 딜레인)
- 이근욱 - 상어잡이(팻 멀린)
- 노민 - 상어잡이(패치 로드)
- 이호인 - 상어잡이(패친 파허티)

## 같이 보기
- 다큐픽션
- 에스노픽션